# Южные Шетландские острова
Южные Шетландские острова (англ. South Shetland Islands) — архипелаг в Атлантическом океане к северу от Антарктического полуострова.

## История
В «ЭСБЕ» говорится, что Южные Шетландские острова «Открыты были Дирком Геерицем в 1599 г.», но общепринято считать, что острова были открыты 19 февраля 1819 года британским мореплавателем Уильямом Смитом (который в «ЭСБЕ» назван лишь исследователем), совершавшим плавание на бриге «Williams» из Монтевидео в Вальпараисо. Он же 16 октября 1819 года совершил высадку на острове Кинг-Джордж, став первым человеком, ступившим на землю Антарктики. Впервые были исследованы и картографированы Эдвардом Брансфилдом в январе-феврале 1820 года. Повторно были исследованы в январе 1821 года во время первой русской антарктической экспедиции под руководством Фаддея Беллинсгаузена, который дал островам русскоязычные названия.
Название самого архипелага (первоначально использовалось «New South Britain») дано в честь Шетландских островов. С 1908 года стал частью Зависимых территорий Фолклендских островов, а с 1962 года — Британской антарктической территории.
В 1940 и 1943 годах свои претензии на острова заявили также Чили и Аргентина. С 1961 года все существующие территориальные претензии заморожены согласно Договору об Антарктике.

## География
Архипелаг тянется с юго-запада на северо-восток и отделяется от Антарктического полуострова проливом Брансфилд, а от Южной Америки — проливом Дрейка. В архипелаге множество островов, но большинство из них малы. Площадь архипелага — 3687 км².

### Острова
| №  | Остров (русск.)        | Остров (англ.)     | Площадь, км² | Наивысшая точка, м | Координаты                      |
| -- | ---------------------- | ------------------ | ------------ | ------------------ | ------------------------------- |
| 1  | Аитчо                  | Aitcho Islands     |              |                    | 62°24′48″ ю. ш. 59°46′12″ з. д. |
| 2  | Бриджмен               | Bridgeman Island   |              | 240                | 62°04′ ю. ш. 056°44′ з. д.      |
| 3  | Уотчкипер              | The Watchkeeper    |              |                    | 62°18′ ю. ш. 59°49′ з. д.       |
| 4  | Рожнова (Гиббс)        | Gibbs Island       | 22           | 520                | 61°28′ ю. ш. 055°34′ з. д.      |
| 5  | Гринвич (Березина)     | Greenwich Island   | 174          | 625                | 62°31′ ю. ш. 59°47′ з. д.       |
| 6  | Десепшен (Тейля)       | Deception Island   | 137          | 576                | 62°58′37″ ю. ш. 60°39′00″ з. д. |
| 7  | Десолейшен             | Desolation Island  | 3,12         |                    | 62°27′27″ ю. ш. 60°20′48″ з. д. |
| 8  | Иди                    | Eadie Island       |              |                    | 61°28′ ю. ш. 55°57′ з. д.       |
| 9  | Кинг-Джордж (Ватерлоо) | King George Island | 1384         | 655                | 62°02′ ю. ш. 58°21′ з. д.       |
| 10 | Корнуэллс (Михайлов)   | Cornwallis Island  |              |                    | 61°04′ ю. ш. 54°28′ з. д.       |
| 11 | Ливингстон (Смоленск)  | Livingston Island  | 974          | 1700               | 62°36′ ю. ш. 60°30′ з. д.       |
| 12 | Лоу                    | Low Island         | 181          |                    | 63°17′ ю. ш. 62°09′ з. д.       |
| 13 | Мордвинова (Элефант)   | Elephant Island    | 558          | 853                | 61°08′ ю. ш. 55°07′ з. д.       |
| 14 | Нельсон (Лейпциг)      | Nelson Island      | 192          |                    | 62°18′ ю. ш. 59°03′ з. д.       |
| 15 | Пингвин                | Penguin Island     |              | 180                | 62°06′ ю. ш. 57°56′ з. д.       |
| 16 | Хаф-Мун                | Half Moon Island   | 0,51         | 101                | 62°35′30″ ю. ш. 59°55′15″ з. д. |
| 17 | Роберт (Полоцк)        | Robert Island      | 186          |                    | 62°24′ ю. ш. 59°30′ з. д.       |
| 18 | Роуэтт                 | Rowett Island      |              |                    | 61°17′ ю. ш. 55°13′ з. д.       |
| 19 | Руггед                 | Rugged Island      | 10,4         | 256                | 62°38′ ю. ш. 61°15′ з. д.       |
| 20 | Смит (Бородино)        | Smith Island       | 206          | 2105               | 63°00′ ю. ш. 62°30′ з. д.       |
| 21 | Сноу (Малый Ярославец) | Snow Island        | 154          |                    | 62°47′ ю. ш. 61°23′ з. д.       |
| 22 | Тейбл                  | Table Island       | 1,12         | 150                | 62°20′34″ ю. ш. 59°48′29″ з. д. |
| 23 | Тюлений (Сил)          | Seal Islands       |              |                    | 60°58′ ю. ш. 55°24′ з. д.       |
| 24 | Шишкова (Кларенс)      | Clarence Island    | 162          | 1924               | 61°12′ ю. ш. 054°05′ з. д.      |

## Население
См. также Карта полярных станций Южных Шетландских островов
На архипелаге расположено более десятка антарктических станций, в том числе российская «Беллинсгаузен» на острове Кинг-Джордж.

## Карты
- Иванов Л. Антарктика: Остров Ливингстон и острова Гринвич, Роберт, Сноу и Смит. Топографическая карта в масштабе 1:120000. Троян: Фонд Манфреда Вернера, 2009. ISBN 978-954-92032-4-0  (болг.)
- Ivanov L. L. Antarctica: Livingston Island and Greenwich, Robert, Snow and Smith Islands. Scale 1:120000 topographic map. Troyan: Manfred Wörner Foundation, 2009. ISBN 978-954-92032-6-4  (англ.)